# Revest-les-Roches
Revest-les-Roches – miejscowość i gmina we Francji, w regionie Prowansja-Alpy-Lazurowe Wybrzeże, w departamencie Alpy Nadmorskie.
Według danych na rok 1990 gminę zamieszkiwały 122 osoby, a gęstość zaludnienia wynosiła 14 osób/km² (wśród 963 gmin regionu Prowansja-Alpy-W. Lazurowe Revest-les-Roches plasuje się na 675. miejscu pod względem liczby ludności, natomiast pod względem powierzchni na miejscu 728.).